# Torneo Apertura 2006 (México)
El Torneo de Apertura 2006 fue la edición LXXVI de la Primera División, representa el 21° torneo corto luego del cambio en el formato de competencia en 1996, con este certamen se abrió la temporada 2006-07. El torneo comenzó el 5 de agosto de 2006 con los partidos entre Jaguares-Necaxa y América-San Luis

## Formato de competencia
Los 18 equipos participantes se dividen en 3 grupos de 6 equipos, juegan todos contra todos a una sola ronda, por lo que cada equipo jugó 17 partidos; al finalizar la temporada regular de 17 partidos califican a la liguilla los 2 primeros lugares de cada grupo, y los 4 mejores ubicados en la tabla general califican al repechaje de donde salen los últimos 2 equipos para los cuartos de final.

## Equipos participantes

### Ascenso y descenso
| Pos | Descendido de Primera División 2005-06 |
| --- | -------------------------------------- |
| 8º  | Dorados de Sinaloa                     |

| Pos | Ascendido de la Primera División 'A' |
| --- | ------------------------------------ |
| 3º  | Querétaro                            |

### Información de los equipos
| Equipo      | Entrenador                | Ciudad           | Estadio                | Fundación       |
| ----------- | ------------------------- | ---------------- | ---------------------- | --------------- |
| América     | Luis Fernando Tena        | Ciudad de México | Azteca                 | 1916 (90 años)  |
| Atlante     | René Isidoro García       | Ciudad de México | Azteca                 | 1918 (88 años)  |
| Atlas       | Rubén Omar Romano         | Guadalajara      | Jalisco                | 1916 (90 años)  |
| Chiapas     | Eduardo de la Torre       | Tuxtla Gutiérrez | Víctor Manuel Reyna    | 2002 (4 años)   |
| Cruz Azul   | Isaac Mizrahi             | Ciudad de México | Azul                   | 1927 (79 años)  |
| Guadalajara | José Manuel de la Torre   | Guadalajara      | Jalisco                | 1906 (100 años) |
| Monterrey   | Miguel Herrera            | Monterrey        | Tecnológico            | 1945 (61 años)  |
| Morelia     | Marco Antonio Figueroa    | Morelia          | Morelos                | 1950 (56 años)  |
| Necaxa      | Hugo Sánchez              | Aguascalientes   | Victoria               | 1923 (83 años)  |
| Pachuca     | Enrique Meza              | Pachuca de Soto  | Hidalgo                | 1892 (114 años) |
| Querétaro   | Salvador Reyes de la Peña | Querétaro        | Corregidora            | 1950 (56 años)  |
| San Luis    | Raúl Arias                | San Luis Potosí  | Alfonso Lastras        | 1957 (49 años)  |
| Santos      | Daniel Guzmán             | Torreón          | Corona                 | 1983 (23 años)  |
| Tigres      | Mario Carrillo            | Monterrey        | Universitario          | 1960 (46 años)  |
| Tecos UAG   | Darío Franco              | Guadalajara      | Tres de Marzo          | 1971 (35 años)  |
| Toluca      | Américo Gallego           | Toluca           | Nemesio Díez           | 1917 (89 años)  |
| UNAM        | Ricardo Ferretti          | Ciudad de México | Olímpico Universitario | 1954 (52 años)  |
| Veracruz    | Pedro Monzón              | Veracruz         | Luis "Pirata" Fuente   | 1943 (63 años)  |

### Cambios de entrenadores
| Equipo    | Entrenador (jornadas)                                   |
| --------- | ------------------------------------------------------- |
| Santos    | Wilson Graniolatti (1 - 5) Daniel Guzmán (6 - 17)       |
| Veracruz  | Víctor Manuel Vucetich (1 - 6) Pedro Monzón (7 - 17)    |
| Tecos UAG | Carlos Reinoso (1 - 7) Darío Franco (8 - 17)            |
| Necaxa    | Enrique López (1 - 9) Hugo Sánchez (10 - 17)            |
| Morelia   | Hugo Hernández (1 - 9) Marco Antonio Figueroa (10 - 17) |
| Tigres    | José Luis Trejo (1 - 11) Mario Carrillo (12 - 17)       |

## Clasificación final

### Grupo 1
| Pos. | Equipo          | Pts. | PJ | G | E | P | GF | GC | Dif. | Clasificación                   |
| ---- | --------------- | ---- | -- | - | - | - | -- | -- | ---- | ------------------------------- |
| 1    | Cruz Azul       | 30   | 17 | 9 | 3 | 5 | 27 | 20 | +7   | Cuartos de final de la liguilla |
| 2    | Atlas           | 27   | 17 | 7 | 6 | 4 | 25 | 19 | +6   | Cuartos de final de la liguilla |
| 3    | Guadalajara (C) | 26   | 17 | 7 | 5 | 5 | 27 | 17 | +10  | Reclasificación a liguilla      |
| 4    | Chiapas         | 23   | 17 | 6 | 5 | 6 | 20 | 16 | +4   | Reclasificación a liguilla      |
| 5    | Querétaro       | 18   | 17 | 5 | 6 | 6 | 20 | 25 | −5   |                                 |
| 6    | Necaxa          | 17   | 17 | 4 | 5 | 8 | 18 | 26 | −8   |                                 |

 Fuente: MedioTiempo
Notas:
1. ↑  Querétaro le descontaron 3 puntos, debido al incumplimiento de la regla 20/11, ya que el equipo no cumplió con los minutos requeridos por la regla.

### Grupo 2
| Pos. | Equipo    | Pts. | PJ | G | E | P  | GF | GC | Dif. | Clasificación                   |
| ---- | --------- | ---- | -- | - | - | -- | -- | -- | ---- | ------------------------------- |
| 1    | Monterrey | 27   | 17 | 7 | 6 | 4  | 27 | 20 | +7   | Cuartos de final de la liguilla |
| 2    | Pachuca   | 26   | 17 | 7 | 5 | 5  | 32 | 22 | +10  | Cuartos de final de la liguilla |
| 3    | Veracruz  | 26   | 17 | 8 | 2 | 7  | 26 | 31 | −5   | Reclasificación a liguilla      |
| 4    | Atlante   | 23   | 17 | 6 | 5 | 6  | 19 | 20 | −1   |                                 |
| 5    | San Luis  | 20   | 17 | 6 | 5 | 6  | 14 | 12 | +2   |                                 |
| 6    | Tecos UAG | 13   | 17 | 3 | 4 | 10 | 22 | 35 | −13  |                                 |

 Fuente: MedioTiempo
Notas:
1. ↑  San Luis le descontaron 3 puntos, debido al incumplimiento de la regla 20/11, ya que el equipo no cumplió con los minutos requeridos por la regla.

### Grupo 3
| Pos. | Equipo  | Pts. | PJ | G | E | P | GF | GC | Dif. | Clasificación                   |
| ---- | ------- | ---- | -- | - | - | - | -- | -- | ---- | ------------------------------- |
| 1    | UNAM    | 29   | 17 | 8 | 5 | 4 | 21 | 11 | +10  | Cuartos de final de la liguilla |
| 2    | América | 29   | 17 | 8 | 5 | 4 | 21 | 15 | +6   | Cuartos de final de la liguilla |
| 3    | Toluca  | 27   | 17 | 7 | 6 | 4 | 27 | 16 | +11  | Reclasificación a liguilla      |
| 4    | Morelia | 23   | 17 | 7 | 2 | 8 | 24 | 26 | −2   |                                 |
| 5    | Tigres  | 14   | 17 | 3 | 5 | 9 | 14 | 37 | −23  |                                 |
| 6    | Santos  | 11   | 17 | 1 | 8 | 8 | 19 | 31 | −12  |                                 |

 Fuente: MedioTiempo

### Tabla General
| Pos. | Equipo          | Pts. | PJ | G | E | P  | GF | GC | Dif. | Clasificación                   |
| ---- | --------------- | ---- | -- | - | - | -- | -- | -- | ---- | ------------------------------- |
| 1    | Cruz Azul       | 30   | 17 | 9 | 3 | 5  | 27 | 20 | +7   | Cuartos de final de la liguilla |
| 2    | UNAM            | 29   | 17 | 8 | 5 | 4  | 21 | 11 | +10  | Cuartos de final de la liguilla |
| 3    | América         | 29   | 17 | 8 | 5 | 4  | 21 | 15 | +6   | Cuartos de final de la liguilla |
| 4    | Toluca          | 27   | 17 | 7 | 6 | 4  | 27 | 16 | +11  | Reclasificación a liguilla      |
| 5    | Monterrey       | 27   | 17 | 7 | 6 | 4  | 27 | 21 | +6   | Cuartos de final de la liguilla |
| 6    | Atlas           | 27   | 17 | 7 | 6 | 4  | 25 | 19 | +6   | Cuartos de final de la liguilla |
| 7    | Pachuca         | 26   | 17 | 7 | 5 | 5  | 32 | 22 | +10  | Cuartos de final de la liguilla |
| 8    | Guadalajara (C) | 26   | 17 | 7 | 5 | 5  | 26 | 18 | +8   | Reclasificación a liguilla      |
| 9    | Veracruz        | 26   | 17 | 8 | 2 | 7  | 26 | 31 | −5   | Reclasificación a liguilla      |
| 10   | Chiapas         | 23   | 17 | 6 | 5 | 6  | 19 | 16 | +3   | Reclasificación a liguilla      |
| 11   | Atlante         | 23   | 17 | 6 | 5 | 6  | 19 | 20 | −1   |                                 |
| 12   | Morelia         | 23   | 17 | 7 | 2 | 8  | 24 | 26 | −2   |                                 |
| 13   | San Luis        | 20   | 17 | 6 | 5 | 6  | 14 | 12 | +2   |                                 |
| 14   | Querétaro       | 18   | 17 | 5 | 6 | 6  | 20 | 25 | −5   |                                 |
| 15   | Necaxa          | 17   | 17 | 4 | 5 | 8  | 18 | 26 | −8   |                                 |
| 16   | Tigres          | 14   | 17 | 3 | 5 | 9  | 14 | 37 | −23  |                                 |
| 17   | Tecos UAG       | 13   | 17 | 3 | 4 | 10 | 22 | 35 | −13  |                                 |
| 18   | Santos          | 11   | 17 | 1 | 8 | 8  | 19 | 31 | −12  |                                 |

 Fuente: MedioTiempo
Notas:
1. 1 2  San Luis y Querétaro le descontaron 3 puntos, debido al incumplimiento de la regla 20/11, ya que los equipos no cumplieron con los minutos requeridos por la regla.

## Resultados

### Torneo regular
| San Luis | 0 - 1 | América     | Alfonso Lastras Ramírez | 5 de agosto | 15:00 |
| Jaguares | 1 - 0 | Necaxa      | Víctor Manuel Reyna     | 5 de agosto | 15:00 |
| Veracruz | 3 - 0 | Querétaro   | Luis "Pirata" Fuente    | 5 de agosto | 17:00 |
| Atlante  | 2 - 0 | Morelia     | Azteca                  | 5 de agosto | 17:00 |
| Santos   | 2 - 2 | Monterrey   | Corona                  | 5 de agosto | 19:00 |
| Atlas    | 1 - 0 | UNAM        | Jalisco                 | 5 de agosto | 20:45 |
| Toluca   | 1 - 0 | Guadalajara | Nemesio Díez            | 6 de agosto | 12:00 |
| Pachuca  | 2 - 3 | Cruz Azul   | Hidalgo                 | 6 de agosto | 17:00 |
| Tigres   | 2 - 1 | Tecos       | Universitario           | 7 de agosto | 20:45 |

| Querétaro   | 1 - 2 | Jaguares | Corregidora            | 12 de agosto | 15:00 |
| Cruz Azul   | 2 - 1 | Atlante  | Azul                   | 12 de agosto | 17:00 |
| Monterrey   | 3 - 1 | Pachuca  | Tecnológico            | 12 de agosto | 17:00 |
| Guadalajara | 3 - 1 | Santos   | Jalisco                | 12 de agosto | 19:00 |
| Morelia     | 1 - 0 | San Luis | Morelos                | 12 de agosto | 19:00 |
| Necaxa      | 0 - 2 | Toluca   | Victoria               | 12 de agosto | 20:30 |
| UNAM        | 3 - 1 | Veracruz | Olímpico Universitario | 13 de agosto | 12:00 |
| Tecos       | 1 - 6 | Atlas    | Tres de Marzo          | 13 de agosto | 16:00 |
| América     | 1 - 1 | Tigres   | Azteca                 | 13 de agosto | 16:00 |

| Jaguares  | 0 - 1 | UNAM        | Víctor Manuel Reyna  | 19 de agosto | 15:00 |
| Veracruz  | 1 - 1 | Tecos       | Luis "Pirata" Fuente | 19 de agosto | 17:00 |
| Cruz Azul | 2 - 0 | Monterrey   | Azul                 | 19 de agosto | 17:00 |
| Atlante   | 1 - 0 | San Luis    | Azteca               | 19 de agosto | 17:00 |
| Tigres    | 2 - 1 | Morelia     | Universitario        | 19 de agosto | 19:00 |
| Santos    | 2 - 2 | Necaxa      | Corona               | 19 de agosto | 19:00 |
| Atlas     | 2 - 0 | América     | Jalisco              | 19 de agosto | 20:45 |
| Toluca    | 3 - 0 | Querétaro   | Nemesio Díez         | 20 de agosto | 12:00 |
| Pachuca   | 1 - 2 | Guadalajara | Hidalgo              | 20 de agosto | 17:00 |

| San Luis    | 2 - 0 | Tigres    | Alfonso Lastras Ramírez | 26 de agosto | 15:00 |
| Monterrey   | 3 - 0 | Atlante   | Tecnológico             | 26 de agosto | 17:00 |
| Querétaro   | 2 - 1 | Santos    | Corregidora             | 26 de agosto | 17:00 |
| Morelia     | 1 - 1 | Atlas     | Morelos                 | 26 de agosto | 19:00 |
| Guadalajara | 2 - 3 | Cruz Azul | Jalisco                 | 26 de agosto | 19:00 |
| Necaxa      | 3 - 1 | Pachuca   | Victoria                | 26 de agosto | 20:30 |
| UNAM        | 0 - 0 | Toluca    | Olímpico Universitario  | 27 de agosto | 12:00 |
| Tecos       | 2 - 3 | Jaguares  | Tres de Marzo           | 27 de agosto | 16:00 |
| América     | 5 - 1 | Veracruz  | Azteca                  | 27 de agosto | 16:00 |

| Atlante   | 2 - 0 | Tigres      | Azteca               | 30 de agosto | 15:00 |
| Toluca    | 2 - 1 | Tecos       | Nemesio Díez         | 30 de agosto | 15:00 |
| Veracruz  | 1 - 0 | Morelia     | Luis "Pirata" Fuente | 30 de agosto | 17:00 |
| Jaguares  | 2 - 0 | América     | Víctor Manuel Reyna  | 30 de agosto | 19:00 |
| Monterrey | 1 - 1 | Guadalajara | Tecnológico          | 30 de agosto | 20:00 |
| Pachuca   | 0 - 0 | Querétaro   | Hidalgo              | 30 de agosto | 20:00 |
| Cruz Azul | 1 - 2 | Necaxa      | Azul                 | 30 de agosto | 20:30 |
| Atlas     | 0 - 1 | San Luis    | Jalisco              | 30 de agosto | 20:45 |
| Santos    | 1 - 1 | UNAM        | Corona               | 31 de agosto | 20:00 |

| San Luis    | 4 - 0 | Veracruz  | Alfonso Lastras Ramírez | 2 de septiembre | 15:00 |
| Querétaro   | 2 - 1 | Cruz Azul | Corregidora             | 2 de septiembre | 17:00 |
| Morelia     | 2 - 1 | Jaguares  | Morelos                 | 2 de septiembre | 19:00 |
| Guadalajara | 1 - 1 | Atlante   | Jalisco                 | 2 de septiembre | 19:00 |
| Tigres      | 1 - 1 | Atlas     | Universitario           | 2 de septiembre | 19:00 |
| Necaxa      | 1 - 1 | Monterrey | Victoria                | 2 de septiembre | 20:30 |
| UNAM        | 1 - 3 | Pachuca   | Olímpico Universitario  | 3 de septiembre | 12:00 |
| Tecos       | 4 - 2 | Santos    | Tres de Marzo           | 3 de septiembre | 16:00 |
| América     | 1 - 1 | Toluca    | Azteca                  | 3 de septiembre | 17:00 |

| Jaguares    | 1 - 1 | San Luis  | Víctor Manuel Reyna  | 9 de septiembre  | 15:00 |
| Cruz Azul   | 0 - 1 | UNAM      | Azul                 | 9 de septiembre  | 17:00 |
| Atlante     | 0 - 2 | Atlas     | Azteca               | 9 de septiembre  | 17:00 |
| Monterrey   | 2 - 2 | Querétaro | Tecnológico          | 9 de septiembre  | 17:00 |
| Guadalajara | 4 - 0 | Necaxa    | Jalisco              | 9 de septiembre  | 19:00 |
| Veracruz    | 2 - 1 | Tigres    | Luis "Pirata" Fuente | 9 de septiembre  | 19:00 |
| Pachuca     | 5 - 2 | Tecos     | Hidalgo              | 9 de septiembre  | 19:00 |
| Toluca      | 2 - 1 | Morelia   | Nemesio Díez         | 10 de septiembre | 12:00 |
| Santos      | 0 - 1 | América   | Corona               | 10 de septiembre | 17:00 |

| Tecos     | 1 - 1 | Cruz Azul   | Tres de Marzo           | 13 de septiembre | 19:00 |
| San Luis  | 1 - 0 | Toluca      | Alfonso Lastras Ramírez | 13 de septiembre | 20:00 |
| América   | 3 - 1 | Pachuca     | Azteca                  | 13 de septiembre | 20:00 |
| Necaxa    | 0 - 0 | Atlante     | Victoria                | 13 de septiembre | 20:30 |
| UNAM      | 3 - 0 | Monterrey   | Olímpico Universitario  | 13 de septiembre | 20:30 |
| Tigres    | 1 - 1 | Jaguares    | Universitario           | 13 de septiembre | 20:45 |
| Atlas     | 3 - 1 | Veracruz    | Jalisco                 | 13 de septiembre | 20:45 |
| Morelia   | 3 - 2 | Santos      | Morelos                 | 13 de septiembre | 21:00 |
| Querétaro | 1 - 1 | Guadalajara | Corregidora             | 13 de septiembre | 21:00 |

| Toluca      | 7 - 0 | Tigres    | Nemesio Díez        | 16 de septiembre | 15:00 |
| Jaguares    | 4 - 0 | Atlas     | Víctor Manuel Reyna | 16 de septiembre | 15:00 |
| Cruz Azul   | 1 - 2 | América   | Azul                | 16 de septiembre | 17:00 |
| Atlante     | 2 - 0 | Veracruz  | Azteca              | 16 de septiembre | 17:00 |
| Monterrey   | 3 - 2 | Tecos     | Tecnológico         | 16 de septiembre | 17:00 |
| Pachuca     | 2 - 0 | Morelia   | Hidalgo             | 16 de septiembre | 19:00 |
| Guadalajara | 0 - 0 | UNAM      | Jalisco             | 16 de septiembre | 19:00 |
| Necaxa      | 1 - 2 | Querétaro | Victoria            | 16 de septiembre | 20:30 |
| Santos      | 0 - 0 | San Luis  | Corona              | 17 de septiembre | 16:00 |

| San Luis  | 0 - 3 | Pachuca     | Alfonso Lastras Ramírez | 23 de septiembre | 15:00 |
| Veracruz  | 3 - 1 | Jaguares    | Luis "Pirata" Fuente    | 23 de septiembre | 17:00 |
| Morelia   | 4 - 4 | Cruz Azul   | Morelos                 | 23 de septiembre | 19:00 |
| Tigres    | 2 - 2 | Santos      | Universitario           | 23 de septiembre | 19:00 |
| Querétaro | 1 - 2 | Atlante     | Corregidora             | 23 de septiembre | 20:00 |
| Atlas     | 0 - 0 | Toluca      | Jalisco                 | 23 de septiembre | 20:45 |
| UNAM      | 1 - 1 | Necaxa      | Olímpico Universitario  | 24 de septiembre | 12:00 |
| América   | 1 - 1 | Monterrey   | Azteca                  | 24 de septiembre | 16:00 |
| Tecos     | 2 - 1 | Guadalajara | Tres de Marzo           | 24 de septiembre | 17:00 |

| Cruz Azul   | 0 - 1 | San Luis | Azul         | 30 de septiembre | 17:00 |
| Monterrey   | 2 - 0 | Morelia  | Tecnológico  | 30 de septiembre | 17:00 |
| Atlante     | 0 - 1 | Jaguares | Azteca       | 30 de septiembre | 17:00 |
| Querétaro   | 1 - 1 | UNAM     | Corregidora  | 30 de septiembre | 17:00 |
| Pachuca     | 5 - 0 | Tigres   | Hidalgo      | 30 de septiembre | 19:00 |
| Guadalajara | 2 - 0 | América  | Jalisco      | 30 de septiembre | 19:00 |
| Necaxa      | 2 - 1 | Tecos    | Victoria     | 30 de septiembre | 20:30 |
| Toluca      | 2 - 3 | Veracruz | Nemesio Díez | 1 de octubre     | 12:00 |
| Santos      | 1 - 1 | Atlas    | Corona       | 1 de octubre     | 16:00 |

| Tecos    | 0 - 2 | Querétaro   | Tres de Marzo           | 6 de octubre | 20:30 |
| San Luis | 1 - 0 | Monterrey   | Alfonso Lastras Ramírez | 7 de octubre | 15:00 |
| Jaguares | 1 - 1 | Toluca      | Víctor Manuel Reyna     | 7 de octubre | 15:00 |
| Veracruz | 5 - 1 | Santos      | Luis "Pirata" Fuente    | 7 de octubre | 17:00 |
| Morelia  | 3 - 2 | Guadalajara | Morelos                 | 7 de octubre | 19:00 |
| Tigres   | 0 - 2 | Cruz Azul   | Universitario           | 7 de octubre | 19:00 |
| Atlas    | 1 - 1 | Pachuca     | Jalisco                 | 7 de octubre | 20:45 |
| UNAM     | 0 - 1 | Atlante     | Olímpico Universitario  | 8 de octubre | 12:00 |
| América  | 2 - 1 | Necaxa      | Azteca                  | 8 de octubre | 16:00 |

| Querétaro   | 1 - 0 | América  | Corregidora            | 14 de octubre  | 15:00 |
| Cruz Azul   | 2 - 1 | Atlas    | Azul                   | 14 de octubre  | 17:00 |
| Monterrey   | 2 - 1 | Tigres   | Tecnológico            | 14 de octubre  | 17:00 |
| Atlante     | 2 - 2 | Toluca   | Azteca                 | 14 de octubre  | 17:00 |
| Pachuca     | 0 - 0 | Veracruz | Hidalgo                | 14 de octubre  | 19:00 |
| Guadalajara | 1 - 0 | San Luis | Jalisco                | 14 de octubre  | 19:00 |
| UNAM        | 2 - 0 | Tecos    | Olímpico Universitario | 15 de octubre  | 12:00 |
| Santos      | 0 - 0 | Jaguares | Corona                 | 15 de octubre  | 16:00 |
| Necaxa      | 1 - 3 | Morelia  | Victoria               | 8 de noviembre | 20:00 |

| Tecos    | 3 - 1 | Atlante     | Tres de Marzo           | 20 de octubre | 20:30 |
| San Luis | 1 - 1 | Necaxa      | Alfonso Lastras Ramírez | 21 de octubre | 15:00 |
| Veracruz | 0 - 2 | Cruz Azul   | Luis "Pirata" Fuente    | 21 de octubre | 17:00 |
| Morelia  | 2 - 0 | Querétaro   | Morelos                 | 21 de octubre | 19:00 |
| Tigres   | 0 - 0 | Guadalajara | Universitario           | 21 de octubre | 19:00 |
| Atlas    | 2 - 1 | Monterrey   | Jalisco                 | 21 de octubre | 20:45 |
| Toluca   | 1 - 0 | Santos      | Nemesio Díez            | 22 de octubre | 12:00 |
| Jaguares | 0 - 1 | Pachuca     | Víctor Manuel Reyna     | 22 de octubre | 15:00 |
| América  | 2 - 0 | UNAM        | Azteca                  | 22 de octubre | 16:00 |

| Atlante     | 2 - 3 | Santos   | Azteca                 | 28 de octubre | 15:00 |
| Monterrey   | 3 - 0 | Veracruz | Tecnológico            | 28 de octubre | 17:00 |
| Cruz Azul   | 1 - 0 | Jaguares | Azul                   | 28 de octubre | 17:00 |
| Pachuca     | 3 - 1 | Toluca   | Hidalgo                | 28 de octubre | 19:00 |
| Guadalajara | 3 - 1 | Atlas    | Jalisco                | 28 de octubre | 19:00 |
| Querétaro   | 2 - 2 | San Luis | Corregidora            | 28 de octubre | 20:00 |
| Necaxa      | 1 - 0 | Tigres   | Victoria               | 28 de octubre | 20:30 |
| UNAM        | 1 - 0 | Morelia  | Olímpico Universitario | 29 de octubre | 12:00 |
| Tecos       | 0 - 0 | América  | Tres de Marzo          | 29 de octubre | 17:00 |

| San Luis | 0 - 1 | UNAM        | Alfonso Lastras Ramírez | 4 de noviembre | 15:00 |
| Jaguares | 1 - 1 | Monterrey   | Víctor Manuel Reyna     | 4 de noviembre | 15:00 |
| Veracruz | 3 - 2 | Guadalajara | Luis "Pirata" Fuente    | 4 de noviembre | 17:00 |
| Atlante  | 0 - 0 | América     | Azteca                  | 4 de noviembre | 17:00 |
| Tigres   | 3 - 2 | Querétaro   | Universitario           | 4 de noviembre | 19:00 |
| Morelia  | 2 - 1 | Tecos       | Morelos                 | 4 de noviembre | 19:00 |
| Atlas    | 2 - 1 | Necaxa      | Jalisco                 | 4 de noviembre | 20:45 |
| Toluca   | 1 - 1 | Cruz Azul   | Nemesio Díez            | 5 de noviembre | 12:00 |
| Santos   | 1 - 1 | Pachuca     | Corona                  | 5 de noviembre | 16:00 |

| Querétaro   | 1 - 1 | Atlas    | Corregidora            | 11 de noviembre | 15:00 |
| Cruz Azul   | 1 - 0 | Santos   | Azul                   | 11 de noviembre | 17:00 |
| Monterrey   | 2 - 1 | Toluca   | Tecnológico            | 11 de noviembre | 17:00 |
| Guadalajara | 1 - 0 | Jaguares | Jalisco                | 11 de noviembre | 19:00 |
| Pachuca     | 2 - 2 | Atlante  | Hidalgo                | 11 de noviembre | 19:00 |
| Necaxa      | 1 - 2 | Veracruz | Victoria               | 11 de noviembre | 20:30 |
| UNAM        | 5 - 0 | Tigres   | Olímpico Universitario | 12 de noviembre | 12:00 |
| América     | 2 - 1 | Morelia  | Azteca                 | 12 de noviembre | 16:00 |
| Tecos       | 0 - 0 | San Luis | Tres de Marzo          | 12 de noviembre | 16:00 |

### Tabla de Resultados
|             | AME | ATT | ATL | JAG | CAZ | GDL | MTY | MOR | NEC | PAC | QRO | SLS | SAN | TOL | UAG | UNA | TIG | VER |
| América     |     |     |     |     |     |     | 1-1 | 2-1 | 2-1 | 3-1 |     |     |     | 1-1 |     | 2-0 | 1-1 | 5-1 |
| Atlante     | 0-0 |     | 0-2 | 0-1 |     |     |     | 2-0 |     |     |     | 1-0 | 2-3 | 2-2 |     |     | 2-0 | 2-0 |
| Atlas       | 2-0 |     |     |     |     |     | 2-1 |     | 2-1 | 1-1 |     | 0-1 |     | 0-0 |     | 1-0 |     | 3-1 |
| Chiapas     | 2-0 |     | 4-0 |     |     |     | 1-1 |     | 1-0 | 0-1 |     | 1-1 |     | 1-1 |     | 0-1 |     |     |
| Cruz Azul   | 1-2 | 2-1 | 2-1 | 1-0 |     |     | 2-0 |     | 1-2 |     |     | 0-1 | 1-0 |     |     | 0-1 |     |     |
| Guadalajara | 2-0 | 1-1 | 3-1 | 1-0 | 2-3 |     |     |     | 4-0 |     |     | 1-0 | 3-1 |     |     | 0-0 |     |     |
| Monterrey   |     | 3-0 |     |     |     | 1-1 |     | 2-0 |     | 3-1 | 2-2 |     |     | 2-1 | 3-2 |     | 2-1 | 3-0 |
| Morelia     |     |     | 1-1 | 2-1 | 4-4 | 3-2 |     |     |     |     | 2-0 | 1-0 | 3-2 |     | 2-1 |     |     |     |
| Necaxa      |     | 0-0 |     |     |     |     | 1-1 | 1-3 |     | 3-1 | 1-2 |     |     | 0-2 | 2-1 |     | 1-0 | 1-2 |
| Pachuca     |     | 2-2 |     |     | 2-3 | 1-2 |     | 2-0 |     |     | 0-0 |     |     | 3-1 | 5-2 |     | 5-0 | 0-0 |
| Querétaro   | 1-0 | 1-2 | 1-1 | 1-2 |     | 1-1 |     |     |     |     |     | 2-2 | 2-1 |     |     | 1-1 |     |     |
| San Luis    | 0-1 |     |     |     |     |     | 1-0 |     | 1-1 | 0-3 |     |     |     | 1-0 |     | 0-1 | 2-0 | 4-0 |
| Santos      | 0-1 |     | 1-1 | 0-0 |     |     | 2-2 |     | 2-2 | 1-1 |     | 0-0 |     |     |     | 1-1 |     |     |
| Toluca      |     |     |     |     | 1-1 | 1-0 |     | 2-1 |     |     | 3-0 |     | 1-0 |     | 2-1 |     | 7-0 | 2-3 |
| Tecos UAG   | 0-0 | 3-1 | 1-6 | 2-3 | 1-1 | 2-1 |     |     |     |     | 0-2 | 0-0 | 4-2 |     |     |     |     |     |
| Pumas UNAM  |     | 0-1 |     |     |     |     | 3-0 | 1-0 | 1-1 | 1-3 |     |     |     | 0-0 | 2-0 |     | 5-0 | 3-1 |
| Tigres UANL |     |     | 1-1 | 1-1 | 0-2 | 0-0 |     | 2-1 |     |     | 3-2 |     | 2-2 |     | 2-1 |     |     |     |
| Veracruz    |     |     |     | 3-1 | 0-2 | 3-2 |     | 1-0 |     |     | 3-0 |     | 5-1 |     | 1-1 |     | 2-1 |     |

*El equipo de la línea vertical hace de local.

## Recalificación
| 15 de noviembre de 2006, 21:00 | Veracruz    | 1-2 (0-1) | Guadalajara                    | Estadio Luis "Pirata" Fuente, Veracruz, Veracruz |                              |
|                                | Sánchez 53' |           | Martínez 18' (62) · Medina 62' | Árbitro(s): Germán Arredondo                     | Árbitro(s): Germán Arredondo |

| 18 de noviembre de 2006, 19:00                  | Guadalajara                                                                    | 4-0 (2-0) | Veracruz | Estadio Jalisco, Guadalajara, Jalisco |                            |
|                                                 | Medina 12' · Bautista 41' golesvisita = · Lucas ayala 59' (a.g.) · Santana 90' |           |          | Árbitro(s): Roberto García            | Árbitro(s): Roberto García |
| Guadalajara avanza a los Cuartos de final (6-1) |                                                                                |           |          |                                       |                            |

| 16 de noviembre de 2006, 15:00 | Jaguares  | 1-0 (0-0) | Toluca | Estadio Víctor Manuel Reyna, Tuxtla Gutiérrez, Chiapas |                         |
|                                | Brown 59' |           |        | Árbitro(s): Jorge Gasso                                | Árbitro(s): Jorge Gasso |

| 19 de noviembre de 2006, 16:00             | Toluca                   | 2-0 (0-0) | Jaguares | Estadio Nemesio Díez, Toluca de Lerdo, Estado de México |                              |
|                                            | Hassan 77' · Sánchez 92' |           |          | Árbitro(s): Mauricio Morales                            | Árbitro(s): Mauricio Morales |
| Toluca avanza a los Cuartos de final (2-1) |                          |           |          |                                                         |                              |

## Liguilla
|  | Reclasificación                                                          | Reclasificación                                                          | Reclasificación                                                          | Reclasificación                                                          | Reclasificación                                                          |   |   | Cuartos de final                                                         | Cuartos de final                                                         | Cuartos de final                                                         | Cuartos de final                                                         | Cuartos de final                                                         |   |  | Semifinales                                                        | Semifinales                                                        | Semifinales                                                        | Semifinales                                                        | Semifinales                                                        |   |  | Final                                                         | Final                                                         | Final                                                         | Final                                                         | Final                                                         |  |
|  | 15 y 16 de noviembre de 2006 (ida) 18 y 19 de noviembre de 2006 (vuelta) | 15 y 16 de noviembre de 2006 (ida) 18 y 19 de noviembre de 2006 (vuelta) | 15 y 16 de noviembre de 2006 (ida) 18 y 19 de noviembre de 2006 (vuelta) | 15 y 16 de noviembre de 2006 (ida) 18 y 19 de noviembre de 2006 (vuelta) | 15 y 16 de noviembre de 2006 (ida) 18 y 19 de noviembre de 2006 (vuelta) |   |   | 22 y 23 de noviembre de 2006 (ida) 25 y 26 de noviembre de 2006 (vuelta) | 22 y 23 de noviembre de 2006 (ida) 25 y 26 de noviembre de 2006 (vuelta) | 22 y 23 de noviembre de 2006 (ida) 25 y 26 de noviembre de 2006 (vuelta) | 22 y 23 de noviembre de 2006 (ida) 25 y 26 de noviembre de 2006 (vuelta) | 22 y 23 de noviembre de 2006 (ida) 25 y 26 de noviembre de 2006 (vuelta) |   |  | 29 y 30 de noviembre de 2006 (ida) 3 de diciembre de 2006 (vuelta) | 29 y 30 de noviembre de 2006 (ida) 3 de diciembre de 2006 (vuelta) | 29 y 30 de noviembre de 2006 (ida) 3 de diciembre de 2006 (vuelta) | 29 y 30 de noviembre de 2006 (ida) 3 de diciembre de 2006 (vuelta) | 29 y 30 de noviembre de 2006 (ida) 3 de diciembre de 2006 (vuelta) |   |  | 7 de diciembre de 2006 (ida) 10 de diciembre de 2006 (vuelta) | 7 de diciembre de 2006 (ida) 10 de diciembre de 2006 (vuelta) | 7 de diciembre de 2006 (ida) 10 de diciembre de 2006 (vuelta) | 7 de diciembre de 2006 (ida) 10 de diciembre de 2006 (vuelta) | 7 de diciembre de 2006 (ida) 10 de diciembre de 2006 (vuelta) |  |
|  |                                                                          |                                                                          |                                                                          |                                                                          |                                                                          |   |   |                                                                          |                                                                          |                                                                          |                                                                          |                                                                          |   |  |                                                                    |                                                                    |                                                                    |                                                                    |                                                                    |   |  |                                                               |                                                               |                                                               |                                                               |                                                               |  |
|  |                                                                          |                                                                          |                                                                          |                                                                          |                                                                          |   |   |                                                                          |                                                                          |                                                                          |                                                                          |                                                                          |   |  |                                                                    |                                                                    |                                                                    |                                                                    |                                                                    |   |  |                                                               |                                                               |                                                               |                                                               |                                                               |  |
|  | 4                                                                        | Toluca                                                                   | 0                                                                        | 2                                                                        | 2                                                                        |   |   |                                                                          |                                                                          |                                                                          |                                                                          |                                                                          |   |  |                                                                    |                                                                    |                                                                    |                                                                    |                                                                    |   |  |                                                               |                                                               |                                                               |                                                               |                                                               |  |
|  | 4                                                                        | Toluca                                                                   | 0                                                                        | 2                                                                        | 2                                                                        |   |   |                                                                          |                                                                          |                                                                          |                                                                          |                                                                          |   |  |                                                                    |                                                                    |                                                                    |                                                                    |                                                                    |   |  |                                                               |                                                               |                                                               |                                                               |                                                               |  |
|  | 10                                                                       | Chiapas                                                                  | 1                                                                        | 0                                                                        | 1                                                                        |   |   |                                                                          |                                                                          |                                                                          |                                                                          |                                                                          |   |  |                                                                    |                                                                    |                                                                    |                                                                    |                                                                    |   |  |                                                               |                                                               |                                                               |                                                               |                                                               |  |
|  | 10                                                                       | Chiapas                                                                  | 1                                                                        | 0                                                                        | 1                                                                        |   | 4 | Toluca                                                                   | 2                                                                        | 0                                                                        | 2                                                                        |                                                                          |   |  |                                                                    |                                                                    |                                                                    |                                                                    |                                                                    |   |  |                                                               |                                                               |                                                               |                                                               |                                                               |  |
|  |                                                                          |                                                                          |                                                                          |                                                                          |                                                                          |   | 4 | Toluca                                                                   | 2                                                                        | 0                                                                        | 2                                                                        |                                                                          |   |  |                                                                    |                                                                    |                                                                    |                                                                    |                                                                    |   |  |                                                               |                                                               |                                                               |                                                               |                                                               |  |
|  |                                                                          |                                                                          | 5                                                                        | Monterrey                                                                | 1                                                                        | 0 | 1 |                                                                          |                                                                          |                                                                          |                                                                          |                                                                          |   |  |                                                                    |                                                                    |                                                                    |                                                                    |                                                                    |   |  |                                                               |                                                               |                                                               |                                                               |                                                               |  |
|  |                                                                          |                                                                          | 5                                                                        | Monterrey                                                                | 1                                                                        | 0 | 1 |                                                                          |                                                                          |                                                                          |                                                                          |                                                                          |   |  |                                                                    |                                                                    |                                                                    |                                                                    |                                                                    |   |  |                                                               |                                                               |                                                               |                                                               |                                                               |  |
|  |                                                                          |                                                                          |                                                                          |                                                                          |                                                                          |   |   |                                                                          |                                                                          |                                                                          |                                                                          |                                                                          |   |  |                                                                    |                                                                    |                                                                    |                                                                    |                                                                    |   |  |                                                               |                                                               |                                                               |                                                               |                                                               |  |
|  |                                                                          |                                                                          |                                                                          |                                                                          |                                                                          |   |   |                                                                          |                                                                          |                                                                          |                                                                          |                                                                          |   |  |                                                                    |                                                                    |                                                                    |                                                                    |                                                                    |   |  |                                                               |                                                               |                                                               |                                                               |                                                               |  |
|  |                                                                          |                                                                          |                                                                          |                                                                          |                                                                          |   |   |                                                                          | 4                                                                        | Toluca                                                                   | 1                                                                        | 1                                                                        | 2 |  |                                                                    |                                                                    |                                                                    |                                                                    |                                                                    |   |  |                                                               |                                                               |                                                               |                                                               |                                                               |  |
|  |                                                                          |                                                                          |                                                                          |                                                                          |                                                                          |   |   |                                                                          |                                                                          |                                                                          |                                                                          |                                                                          | 2 |  |                                                                    |                                                                    |                                                                    |                                                                    |                                                                    |   |  |                                                               |                                                               |                                                               |                                                               |                                                               |  |
|  |                                                                          |                                                                          | 7                                                                        | Pachuca                                                                  | 1                                                                        | 0 | 1 |                                                                          |                                                                          |                                                                          |                                                                          |                                                                          |   |  |                                                                    |                                                                    |                                                                    |                                                                    |                                                                    |   |  |                                                               |                                                               |                                                               |                                                               |                                                               |  |
|  |                                                                          |                                                                          | 7                                                                        | Pachuca                                                                  | 1                                                                        | 0 | 1 |                                                                          |                                                                          |                                                                          |                                                                          |                                                                          |   |  |                                                                    |                                                                    |                                                                    |                                                                    |                                                                    |   |  |                                                               |                                                               |                                                               |                                                               |                                                               |  |
|  |                                                                          |                                                                          |                                                                          |                                                                          |                                                                          |   |   |                                                                          |                                                                          |                                                                          |                                                                          |                                                                          |   |  |                                                                    |                                                                    |                                                                    |                                                                    |                                                                    |   |  |                                                               |                                                               |                                                               |                                                               |                                                               |  |
|  |                                                                          |                                                                          |                                                                          |                                                                          |                                                                          |   |   |                                                                          |                                                                          |                                                                          |                                                                          |                                                                          |   |  |                                                                    |                                                                    |                                                                    |                                                                    |                                                                    |   |  |                                                               |                                                               |                                                               |                                                               |                                                               |  |
|  |                                                                          | 2                                                                        | UNAM                                                                     | 1                                                                        | 0                                                                        | 1 |   |                                                                          |                                                                          |                                                                          |                                                                          |                                                                          |   |  |                                                                    |                                                                    |                                                                    |                                                                    |                                                                    |   |  |                                                               |                                                               |                                                               |                                                               |                                                               |  |
|  |                                                                          |                                                                          |                                                                          |                                                                          |                                                                          | 1 |   |                                                                          |                                                                          |                                                                          |                                                                          |                                                                          |   |  |                                                                    |                                                                    |                                                                    |                                                                    |                                                                    |   |  |                                                               |                                                               |                                                               |                                                               |                                                               |  |
|  |                                                                          |                                                                          | 7                                                                        | Pachuca                                                                  | 1                                                                        | 1 | 2 |                                                                          |                                                                          |                                                                          |                                                                          |                                                                          |   |  |                                                                    |                                                                    |                                                                    |                                                                    |                                                                    |   |  |                                                               |                                                               |                                                               |                                                               |                                                               |  |
|  |                                                                          |                                                                          | 7                                                                        | Pachuca                                                                  | 1                                                                        | 1 | 2 |                                                                          |                                                                          |                                                                          |                                                                          |                                                                          |   |  |                                                                    |                                                                    |                                                                    |                                                                    |                                                                    |   |  |                                                               |                                                               |                                                               |                                                               |                                                               |  |
|  |                                                                          |                                                                          |                                                                          |                                                                          |                                                                          |   |   |                                                                          |                                                                          |                                                                          |                                                                          |                                                                          |   |  |                                                                    |                                                                    |                                                                    |                                                                    |                                                                    |   |  |                                                               |                                                               |                                                               |                                                               |                                                               |  |
|  |                                                                          |                                                                          |                                                                          |                                                                          |                                                                          |   |   |                                                                          |                                                                          |                                                                          |                                                                          |                                                                          |   |  |                                                                    |                                                                    |                                                                    |                                                                    |                                                                    |   |  |                                                               |                                                               |                                                               |                                                               |                                                               |  |
|  |                                                                          |                                                                          |                                                                          |                                                                          |                                                                          |   |   |                                                                          |                                                                          |                                                                          |                                                                          |                                                                          |   |  |                                                                    | 4                                                                  | Toluca                                                             | 1                                                                  | 1                                                                  | 2 |  |                                                               |                                                               |                                                               |                                                               |                                                               |  |
|  |                                                                          |                                                                          |                                                                          |                                                                          |                                                                          |   |   |                                                                          |                                                                          |                                                                          |                                                                          |                                                                          |   |  |                                                                    |                                                                    |                                                                    |                                                                    |                                                                    | 2 |  |                                                               |                                                               |                                                               |                                                               |                                                               |  |
|  |                                                                          |                                                                          | 8                                                                        | Guadalajara                                                              | 1                                                                        | 2 | 3 |                                                                          |                                                                          |                                                                          |                                                                          |                                                                          |   |  |                                                                    |                                                                    |                                                                    |                                                                    |                                                                    |   |  |                                                               |                                                               |                                                               |                                                               |                                                               |  |
|  |                                                                          |                                                                          | 8                                                                        | Guadalajara                                                              | 1                                                                        | 2 | 3 |                                                                          |                                                                          |                                                                          |                                                                          |                                                                          |   |  |                                                                    |                                                                    |                                                                    |                                                                    |                                                                    |   |  |                                                               |                                                               |                                                               |                                                               |                                                               |  |
|  |                                                                          |                                                                          |                                                                          |                                                                          |                                                                          |   |   |                                                                          |                                                                          |                                                                          |                                                                          |                                                                          |   |  |                                                                    |                                                                    |                                                                    |                                                                    |                                                                    |   |  |                                                               |                                                               |                                                               |                                                               |                                                               |  |
|  |                                                                          |                                                                          |                                                                          |                                                                          |                                                                          |   |   |                                                                          |                                                                          |                                                                          |                                                                          |                                                                          |   |  |                                                                    |                                                                    |                                                                    |                                                                    |                                                                    |   |  |                                                               |                                                               |                                                               |                                                               |                                                               |  |
|  |                                                                          | 3                                                                        | América                                                                  | 3                                                                        | 3                                                                        | 6 |   |                                                                          |                                                                          |                                                                          |                                                                          |                                                                          |   |  |                                                                    |                                                                    |                                                                    |                                                                    |                                                                    |   |  |                                                               |                                                               |                                                               |                                                               |                                                               |  |
|  |                                                                          |                                                                          |                                                                          |                                                                          |                                                                          | 6 |   |                                                                          |                                                                          |                                                                          |                                                                          |                                                                          |   |  |                                                                    |                                                                    |                                                                    |                                                                    |                                                                    |   |  |                                                               |                                                               |                                                               |                                                               |                                                               |  |
|  |                                                                          |                                                                          | 6                                                                        | Atlas                                                                    | 1                                                                        | 3 | 4 |                                                                          |                                                                          |                                                                          |                                                                          |                                                                          |   |  |                                                                    |                                                                    |                                                                    |                                                                    |                                                                    |   |  |                                                               |                                                               |                                                               |                                                               |                                                               |  |
|  |                                                                          |                                                                          | 6                                                                        | Atlas                                                                    | 1                                                                        | 3 | 4 |                                                                          |                                                                          |                                                                          |                                                                          |                                                                          |   |  |                                                                    |                                                                    |                                                                    |                                                                    |                                                                    |   |  |                                                               |                                                               |                                                               |                                                               |                                                               |  |
|  |                                                                          |                                                                          |                                                                          |                                                                          |                                                                          |   |   |                                                                          |                                                                          |                                                                          |                                                                          |                                                                          |   |  |                                                                    |                                                                    |                                                                    |                                                                    |                                                                    |   |  |                                                               |                                                               |                                                               |                                                               |                                                               |  |
|  |                                                                          |                                                                          |                                                                          |                                                                          |                                                                          |   |   |                                                                          |                                                                          |                                                                          |                                                                          |                                                                          |   |  |                                                                    |                                                                    |                                                                    |                                                                    |                                                                    |   |  |                                                               |                                                               |                                                               |                                                               |                                                               |  |
|  |                                                                          |                                                                          |                                                                          |                                                                          |                                                                          |   |   |                                                                          | 3                                                                        | América                                                                  | 0                                                                        | 0                                                                        | 0 |  |                                                                    |                                                                    |                                                                    |                                                                    |                                                                    |   |  |                                                               |                                                               |                                                               |                                                               |                                                               |  |
|  |                                                                          |                                                                          |                                                                          |                                                                          |                                                                          |   |   |                                                                          |                                                                          |                                                                          |                                                                          |                                                                          | 0 |  |                                                                    |                                                                    |                                                                    |                                                                    |                                                                    |   |  |                                                               |                                                               |                                                               |                                                               |                                                               |  |
|  |                                                                          |                                                                          | 8                                                                        | Guadalajara                                                              | 2                                                                        | 0 | 2 |                                                                          |                                                                          |                                                                          |                                                                          |                                                                          |   |  |                                                                    |                                                                    |                                                                    |                                                                    |                                                                    |   |  |                                                               |                                                               |                                                               |                                                               |                                                               |  |
|  |                                                                          |                                                                          | 8                                                                        | Guadalajara                                                              | 2                                                                        | 0 | 2 |                                                                          |                                                                          |                                                                          |                                                                          |                                                                          |   |  |                                                                    |                                                                    |                                                                    |                                                                    |                                                                    |   |  |                                                               |                                                               |                                                               |                                                               |                                                               |  |
|  |                                                                          |                                                                          |                                                                          |                                                                          |                                                                          |   |   |                                                                          |                                                                          |                                                                          |                                                                          |                                                                          |   |  |                                                                    |                                                                    |                                                                    |                                                                    |                                                                    |   |  |                                                               |                                                               |                                                               |                                                               |                                                               |  |
|  |                                                                          |                                                                          |                                                                          |                                                                          |                                                                          |   |   |                                                                          |                                                                          |                                                                          |                                                                          |                                                                          |   |  |                                                                    |                                                                    |                                                                    |                                                                    |                                                                    |   |  |                                                               |                                                               |                                                               |                                                               |                                                               |  |
|  |                                                                          | 1                                                                        | Cruz Azul                                                                | 0                                                                        | 2                                                                        | 2 |   |                                                                          |                                                                          |                                                                          |                                                                          |                                                                          |   |  |                                                                    |                                                                    |                                                                    |                                                                    |                                                                    |   |  |                                                               |                                                               |                                                               |                                                               |                                                               |  |
|  |                                                                          |                                                                          |                                                                          |                                                                          |                                                                          | 2 |   |                                                                          |                                                                          |                                                                          |                                                                          |                                                                          |   |  |                                                                    |                                                                    |                                                                    |                                                                    |                                                                    |   |  |                                                               |                                                               |                                                               |                                                               |                                                               |  |
|  |                                                                          |                                                                          | 8                                                                        | Guadalajara                                                              | 2                                                                        | 2 | 4 |                                                                          |                                                                          |                                                                          |                                                                          |                                                                          |   |  |                                                                    |                                                                    |                                                                    |                                                                    |                                                                    |   |  |                                                               |                                                               |                                                               |                                                               |                                                               |  |
|  | 8                                                                        | Guadalajara                                                              | 8                                                                        | Guadalajara                                                              | 2                                                                        | 2 | 4 | 2                                                                        | 4                                                                        | 6                                                                        |                                                                          |                                                                          |   |  |                                                                    |                                                                    |                                                                    |                                                                    |                                                                    |   |  |                                                               |                                                               |                                                               |                                                               |                                                               |  |
|  | 8                                                                        | Guadalajara                                                              |                                                                          |                                                                          |                                                                          |   |   |                                                                          |                                                                          | 6                                                                        |                                                                          |                                                                          |   |  |                                                                    |                                                                    |                                                                    |                                                                    |                                                                    |   |  |                                                               |                                                               |                                                               |                                                               |                                                               |  |
|  | 9                                                                        | Veracruz                                                                 | 1                                                                        | 0                                                                        | 1                                                                        |   |   |                                                                          |                                                                          |                                                                          |                                                                          |                                                                          |   |  |                                                                    |                                                                    |                                                                    |                                                                    |                                                                    |   |  |                                                               |                                                               |                                                               |                                                               |                                                               |  |
|  | 9                                                                        | Veracruz                                                                 | 1                                                                        | 0                                                                        | 1                                                                        |   |   |                                                                          |                                                                          |                                                                          |                                                                          |                                                                          |   |  |                                                                    |                                                                    |                                                                    |                                                                    |                                                                    |   |  |                                                               |                                                               |                                                               |                                                               |                                                               |  |
|  |                                                                          |                                                                          |                                                                          |                                                                          |                                                                          |   |   |                                                                          |                                                                          |                                                                          |                                                                          |                                                                          |   |  |                                                                    |                                                                    |                                                                    |                                                                    |                                                                    |   |  |                                                               |                                                               |                                                               |                                                               |                                                               |  |

|                                 |
| Guadalajara Campeón 11° título. |

### Cuartos de final
| 22 de noviembre de 2006, 20:30 | Guadalajara              | 2:0 (1:0) | Cruz Azul | Estadio Jalisco, Guadalajara                              |                                                           |
|                                | Bravo 47' · Bautista 71' |           |           | Asistencia: 60 000 espectadores Árbitro(s): Gabriel Gómez | Asistencia: 60 000 espectadores Árbitro(s): Gabriel Gómez |

| 25 de noviembre de 2006, 17:00              | Cruz Azul             | 2:2 (1:1) | Guadalajara            | Estadio Azul, México, D. F.                               |                                                           |
|                                             | Núñez 44' · Sabah 60' |           | Morales 38' (pen.) 48' | Asistencia: 36 000 espectadores Árbitro(s): Manuel Glower | Asistencia: 36 000 espectadores Árbitro(s): Manuel Glower |
| Guadalajara avanza a las Semifinales (4-2). |                       |           |                        |                                                           |                                                           |

| 24 de noviembre de 2006, 20:00 | Pachuca           | 1:1 (0:0) | UNAM         | Estadio Hidalgo, Pachuca, Hidalgo |                             |
|                                | de la Barrera 60' |           | A. López 63' | Árbitro(s): Paul Delgadillo       | Árbitro(s): Paul Delgadillo |

| 26 de noviembre de 2006, 12:00      | UNAM | 0:1 (0:0) | Pachuca       | Estadio Olímpico Universitario, México, D. F. |                                     |
|                                     |      |           | Caballero 52' | Árbitro(s): Marco Antonio Rodríguez           | Árbitro(s): Marco Antonio Rodríguez |
| Pachuca avanza a Semifinales (2-1). |      |           |               |                                               |                                     |

| 26 de noviembre de 2006, 14:00 | Toluca                    | 2:1 (2:0) | Monterrey        | Estadio Nemesio Díez, Toluca |                              |
|                                | Sánchez 11' · Marioni 38' |           | Abreu 85' (pen.) | Árbitro(s): Germán Arredondo | Árbitro(s): Germán Arredondo |

| 23 de noviembre de 2006, 19:00     | Monterrey | 0:0 | Toluca | Estadio Tecnológico, Monterrey    |  |
|                                    |           |     |        | Árbitro(s): Roberto García Orozco |  |
| Toluca avanza a Semifinales (2-1). |           |     |        |                                   |  |

| 23 de noviembre de 2006, 21:00 | Atlas       | 1:3 (0:2) | América                          | Estadio Jalisco, Guadalajara |                           |
|                                | Murguía 72' |           | López 5' · Vuoso 19' · Villa 57' | Árbitro(s): León Guajardo    | Árbitro(s): León Guajardo |

| 26 de noviembre de 2006, 16:00      | América                                        | 3:3 (0:2) | Atlas                                 | Estadio Azteca, México, D. F. |                               |
|                                     | Blanco 70' · Cabañas 74' · Santiago 81' (a.g.) |           | Guardado 14' · Osorno 26' · Pérez 56' | Árbitro(s): Armando Archundia | Árbitro(s): Armando Archundia |
| América avanza a Semifinales (6-4). |                                                |           |                                       |                               |                               |

### Semifinal
| 30 de noviembre de 2006, 21:00 | Guadalajara                    | 2:0 (0:0) | América | Estadio Jalisco, Guadalajara                                        |                                                                     |
|                                | Morales 53' (pen.) · Bravo 60' |           |         | Asistencia: 60 000 espectadores Árbitro(s): Marco Antonio Rodríguez | Asistencia: 60 000 espectadores Árbitro(s): Marco Antonio Rodríguez |

| 3 de diciembre de 2006, 20:00        | América | 0:0 | Guadalajara | Estadio Azteca, México, D. F.                                 |  |
|                                      |         |     |             | Asistencia: 104 000 espectadores Árbitro(s): Germán Arredondo |  |
| Guadalajara avanza a la Final (2-0). |         |     |             |                                                               |  |

| 29 de noviembre de 2006, 19:00 | Pachuca    | 1:1 (0:0) | Toluca      | Estadio Hidalgo, Pachuca  |                           |
|                                | Landín 70' |           | Marioni 55' | Árbitro(s): Manuel Glower | Árbitro(s): Manuel Glower |

| 3 de diciembre de 2006, 12:00   | Toluca      | 1:0 (0:0) | Pachuca | Estadio Nemesio Díez, Toluca |                            |
|                                 | Sánchez 51' |           |         | Árbitro(s): Roberto García   | Árbitro(s): Roberto García |
| Toluca avanza a la final (2-1). |             |           |         |                              |                            |

### Final
| 7 de diciembre de 2006, 21:00 | Guadalajara | 1:1 (1:0) | Toluca      | Estadio Jalisco, Guadalajara                              |                                                           |
|                               | Bravo 44'   |           | Marioni 75' | Asistencia: 60 000 espectadores Árbitro(s): Gabriel Gómez | Asistencia: 60 000 espectadores Árbitro(s): Gabriel Gómez |

| 10 de diciembre de 2006, 12:00       | Toluca      | 1:2 (1:0) | Guadalajara                  | Estadio Nemesio Díez, Toluca                                  |                                                               |
|                                      | Marioni 18' |           | Rodríguez 51' · Bautista 69' | Asistencia: 27 000 espectadores Árbitro(s): Armando Archundia | Asistencia: 27 000 espectadores Árbitro(s): Armando Archundia |
| Guadalajara obtiene el título (3-2). |             |           |                              |                                                               |                                                               |

| 1 | Juego de Ida | 1 |
|   |              |   |

| GUADALAJARA: |                            |     |     |
| 1 | Oswaldo Sánchez            |     |     |
| 2 | Diego Martínez             | 31' | 56' |
| 3 | Francisco Javier Rodríguez |     |     |
| 4 | Héctor Reynoso             |     |     |
| 5 | Patricio Araujo            | 69' |     |
| 7 | Gonzalo Pineda             |     |     |
| 9 | Omar Bravo                 |     |     |
| 10 | Alberto Medina             |     |     |
| 11 | Ramón Morales              |     | 84' |
| 19 | Johnny Magallón            |     |     |
| 100 | Adolfo Bautista            |     |     |
| Suplentes: |                            |     |     |
| 6 | Omar Esparza               |     |     |
| 8 | Juan Pablo Rodríguez       |     |     |
| 13 | Sergio Ávila               |     |     |
| 14 | José Antonio Patlán        |     |     |
| 15 | Manuel Sol                 |     |     |
| 20 | Edgar Mejía                |     |     |
| 21 | Sergio Santana             |     | 84' |
| 23 | Luis Ernesto Michel        |     |     |
| Director Técnico: |                            |     |     |
| José Manuel de la Torre Árbitro: Gabriel Gómez Asistentes: Pedro Rebollar León Arturo Velázquez Ramírez Cuarto árbitro: Roberto García Orozco |                            |     |     |

| TOLUCA:           |                              |     |     |
| 1                 | Hernán Cristante             |     |     |
| 3                 | Paulo da Silva               |     |     |
| 4                 | Emilio Viades                |     |     |
| 5                 | Ariel Rosada                 |     |     |
| 9                 | Bruno Marioni                | 65' |     |
| 10                | Sinha                        |     | 80' |
| 11                | Vicente Sánchez              |     |     |
| 13                | Miguel Almazán               | 6'  | 58' |
| 14                | Edgar Dueñas                 |     |     |
| 18                | Carlos Adrián Morales        | 63' | 84' |
| 24                | José Manuel Cruzalta         |     |     |
| Suplentes:        |                              |     |     |
| 6                 | Manuel Alejandro de la Torre |     |     |
| 8                 | Erick Espinosa               |     | 80' |
| 12                | César Lozano                 |     |     |
| 16                | Sergio Amaury Ponce          |     | 58' |
| 29                | Carlos Esquivel              |     | 84' |
| 21                | Diego de la Torre            |     |     |
| 28                | Édgar González               |     |     |
| 84                | Jonathan Arias               |     |     |
| Director Técnico: |                              |     |     |
| Américo Gallego   |                              |     |     |

| GUADALAJARA: |                            |     |     |
| 1 | Oswaldo Sánchez            |     |     |
| 2 | Diego Martínez             | 31' | 56' |
| 3 | Francisco Javier Rodríguez |     |     |
| 4 | Héctor Reynoso             |     |     |
| 5 | Patricio Araujo            | 69' |     |
| 7 | Gonzalo Pineda             |     |     |
| 9 | Omar Bravo                 |     |     |
| 10 | Alberto Medina             |     |     |
| 11 | Ramón Morales              |     | 84' |
| 19 | Johnny Magallón            |     |     |
| 100 | Adolfo Bautista            |     |     |
| Suplentes: |                            |     |     |
| 6 | Omar Esparza               |     |     |
| 8 | Juan Pablo Rodríguez       |     |     |
| 13 | Sergio Ávila               |     |     |
| 14 | José Antonio Patlán        |     |     |
| 15 | Manuel Sol                 |     |     |
| 20 | Edgar Mejía                |     |     |
| 21 | Sergio Santana             |     | 84' |
| 23 | Luis Ernesto Michel        |     |     |
| Director Técnico: |                            |     |     |
| José Manuel de la Torre Árbitro: Gabriel Gómez Asistentes: Pedro Rebollar León Arturo Velázquez Ramírez Cuarto árbitro: Roberto García Orozco |                            |     |     |

| TOLUCA:           |                              |     |     |
| 1                 | Hernán Cristante             |     |     |
| 3                 | Paulo da Silva               |     |     |
| 4                 | Emilio Viades                |     |     |
| 5                 | Ariel Rosada                 |     |     |
| 9                 | Bruno Marioni                | 65' |     |
| 10                | Sinha                        |     | 80' |
| 11                | Vicente Sánchez              |     |     |
| 13                | Miguel Almazán               | 6'  | 58' |
| 14                | Edgar Dueñas                 |     |     |
| 18                | Carlos Adrián Morales        | 63' | 84' |
| 24                | José Manuel Cruzalta         |     |     |
| Suplentes:        |                              |     |     |
| 6                 | Manuel Alejandro de la Torre |     |     |
| 8                 | Erick Espinosa               |     | 80' |
| 12                | César Lozano                 |     |     |
| 16                | Sergio Amaury Ponce          |     | 58' |
| 29                | Carlos Esquivel              |     | 84' |
| 21                | Diego de la Torre            |     |     |
| 28                | Édgar González               |     |     |
| 84                | Jonathan Arias               |     |     |
| Director Técnico: |                              |     |     |
| Américo Gallego   |                              |     |     |

| 1 | Juego de Vuelta | 2 |
|   |                 |   |

| TOLUCA: |                              |     |     |
| 1 | Hernán Cristante             |     |     |
| 3 | Paulo da Silva               |     |     |
| 4 | Emilio Viades                | 19' | 74' |
| 5 | Ariel Rosada                 |     |     |
| 9 | Bruno Marioni                | 92' |     |
| 10 | Sinha                        | 74' |     |
| 11 | Vicente Sánchez              |     |     |
| 13 | Miguel Almazán               | 6'  |     |
| 16 | Sergio Amaury Ponce          |     | 65' |
| 24 | José Manuel Cruzalta         |     |     |
| 29 | Carlos Esquivel              |     | 85' |
| Suplentes: |                              |     |     |
| 6 | Manuel Alejandro de la Torre |     |     |
| 8 | Erick Espinosa               |     |     |
| 12 | César Lozano                 |     |     |
| 14 | Edgar Dueñas                 |     |     |
| 18 | Carlos Adrián Morales        |     | 65' |
| 21 | Diego de la Torre            |     | 85' |
| 28 | Édgar González               |     | 74' |
| 84 | Jonathan Arias               |     |     |
| Director Técnico: |                              |     |     |
| Américo Gallego Árbitro: Armando Archundia Asistentes: José Francisco Ramírez Díaz José Luis Camargo Callado Cuarto árbitro: Marco Antonio Rodríguez Moreno |                              |     |     |

| GUADALAJARA:            |                            |     |     |
| 1                       | Oswaldo Sánchez            | 92' |     |
| 2                       | Diego Martínez             |     |     |
| 3                       | Francisco Javier Rodríguez |     |     |
| 4                       | Héctor Reynoso             |     |     |
| 5                       | Patricio Araujo            | 43' |     |
| 7                       | Gonzalo Pineda             |     |     |
| 9                       | Omar Bravo                 |     |     |
| 10                      | Alberto Medina             |     | 87' |
| 11                      | Ramón Morales              |     | 77' |
| 19                      | Johnny Magallón            |     |     |
| 100                     | Adolfo Bautista            |     | 90' |
| Suplentes:              |                            |     |     |
| 6                       | Omar Esparza               |     | 77' |
| 8                       | Juan Pablo Rodríguez       |     |     |
| 13                      | Sergio Ávila               |     |     |
| 14                      | José Antonio Patlán        |     | 90' |
| 15                      | Manuel Sol                 |     |     |
| 20                      | Edgar Mejía                |     |     |
| 21                      | Sergio Santana             |     | 87' |
| 23                      | Luis Ernesto Michel        |     |     |
| Director Técnico:       |                            |     |     |
| José Manuel de la Torre |                            |     |     |

| TOLUCA: |                              |     |     |
| 1 | Hernán Cristante             |     |     |
| 3 | Paulo da Silva               |     |     |
| 4 | Emilio Viades                | 19' | 74' |
| 5 | Ariel Rosada                 |     |     |
| 9 | Bruno Marioni                | 92' |     |
| 10 | Sinha                        | 74' |     |
| 11 | Vicente Sánchez              |     |     |
| 13 | Miguel Almazán               | 6'  |     |
| 16 | Sergio Amaury Ponce          |     | 65' |
| 24 | José Manuel Cruzalta         |     |     |
| 29 | Carlos Esquivel              |     | 85' |
| Suplentes: |                              |     |     |
| 6 | Manuel Alejandro de la Torre |     |     |
| 8 | Erick Espinosa               |     |     |
| 12 | César Lozano                 |     |     |
| 14 | Edgar Dueñas                 |     |     |
| 18 | Carlos Adrián Morales        |     | 65' |
| 21 | Diego de la Torre            |     | 85' |
| 28 | Édgar González               |     | 74' |
| 84 | Jonathan Arias               |     |     |
| Director Técnico: |                              |     |     |
| Américo Gallego Árbitro: Armando Archundia Asistentes: José Francisco Ramírez Díaz José Luis Camargo Callado Cuarto árbitro: Marco Antonio Rodríguez Moreno |                              |     |     |

| GUADALAJARA:            |                            |     |     |
| 1                       | Oswaldo Sánchez            | 92' |     |
| 2                       | Diego Martínez             |     |     |
| 3                       | Francisco Javier Rodríguez |     |     |
| 4                       | Héctor Reynoso             |     |     |
| 5                       | Patricio Araujo            | 43' |     |
| 7                       | Gonzalo Pineda             |     |     |
| 9                       | Omar Bravo                 |     |     |
| 10                      | Alberto Medina             |     | 87' |
| 11                      | Ramón Morales              |     | 77' |
| 19                      | Johnny Magallón            |     |     |
| 100                     | Adolfo Bautista            |     | 90' |
| Suplentes:              |                            |     |     |
| 6                       | Omar Esparza               |     | 77' |
| 8                       | Juan Pablo Rodríguez       |     |     |
| 13                      | Sergio Ávila               |     |     |
| 14                      | José Antonio Patlán        |     | 90' |
| 15                      | Manuel Sol                 |     |     |
| 20                      | Edgar Mejía                |     |     |
| 21                      | Sergio Santana             |     | 87' |
| 23                      | Luis Ernesto Michel        |     |     |
| Director Técnico:       |                            |     |     |
| José Manuel de la Torre |                            |     |     |

## Goleadores
| 11 goles Bruno Marioni (Toluca) 10 goles Omar Bravo (Guadalajara) 9 goles Kléber Boas (Necaxa) Miguel Sabah (Cruz Azul) 8 goles Mauro Gerk (Querétaro) Juan Carlos Cacho (Pachuca) Salvador Cabañas (América) 7 goles Óscar Rojas (Jaguares) Sebastián Abreu (Monterrey) Gustavo Biscayzacú (Atlante) | 6 goles César Delgado (Cruz Azul) Gastón Fernández (Monterrey) Ignacio Scocco (Pumas UNAM) Héctor Mancilla (Veracruz) Sebastián González (Tigres) Luis Gabriel Rey (Monarcas Morelia) Tressor Moreno (Veracruz) Alberto Medina (Guadalajara) 5 goles Emanuel Villa (Atlas) Patricio Galaz (Atlante) Rodrigo Ruiz (Santos Laguna Hugo Rodallega (Atlas) Adolfo Bautista (Guadalajara) |

- Datos: Q3534484